# 碧彩柱属
碧彩柱属（学名：Bergerocactus）是仙人掌科下的一个属。

## 下属物种
本属包括以下物种：
- 碧彩柱 Bergerocactus emoryi (Engelm.) Britton & Rose